# Крогулець (Нижньосілезьке воєводство)
Крогулець (пол. Krogulec) — село в Польщі, у гміні Мислаковиці Єленьогурського повіту Нижньосілезького воєводства.
Населення — 131 особа (2011).
У 1975-1998 роках село належало до Єленьогурського воєводства.

## Демографія
Демографічна структура станом на 31 березня 2011 року:
|          | Загалом | Допрацездатний вік | Працездатний вік | Постпрацездатний вік |
| -------- | ------- | ------------------ | ---------------- | -------------------- |
| Чоловіки | 66      | 9                  | 54               | 3                    |
| Жінки    | 65      | 16                 | 38               | 11                   |
| Разом    | 131     | 25                 | 92               | 14                   |

## Галерея

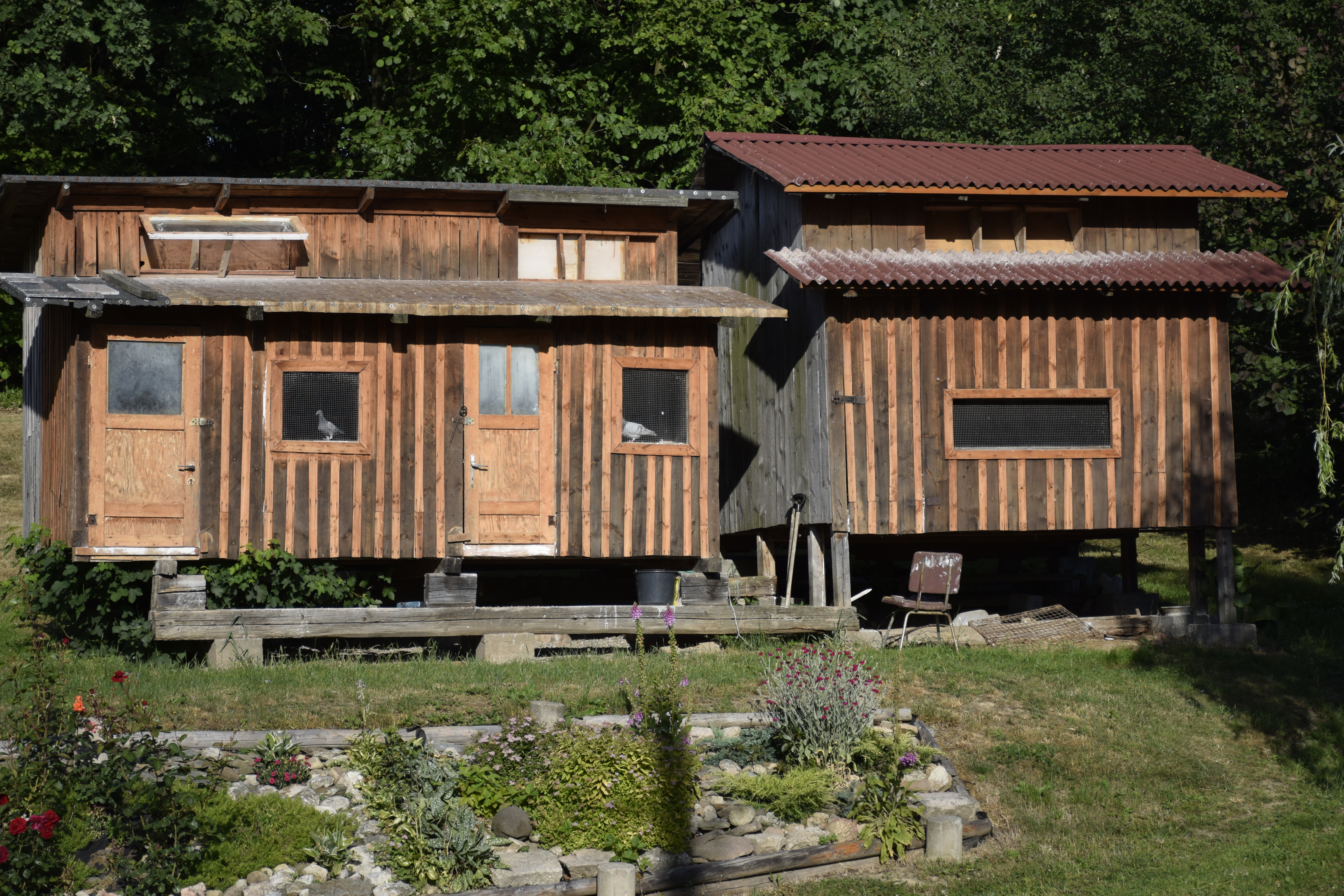
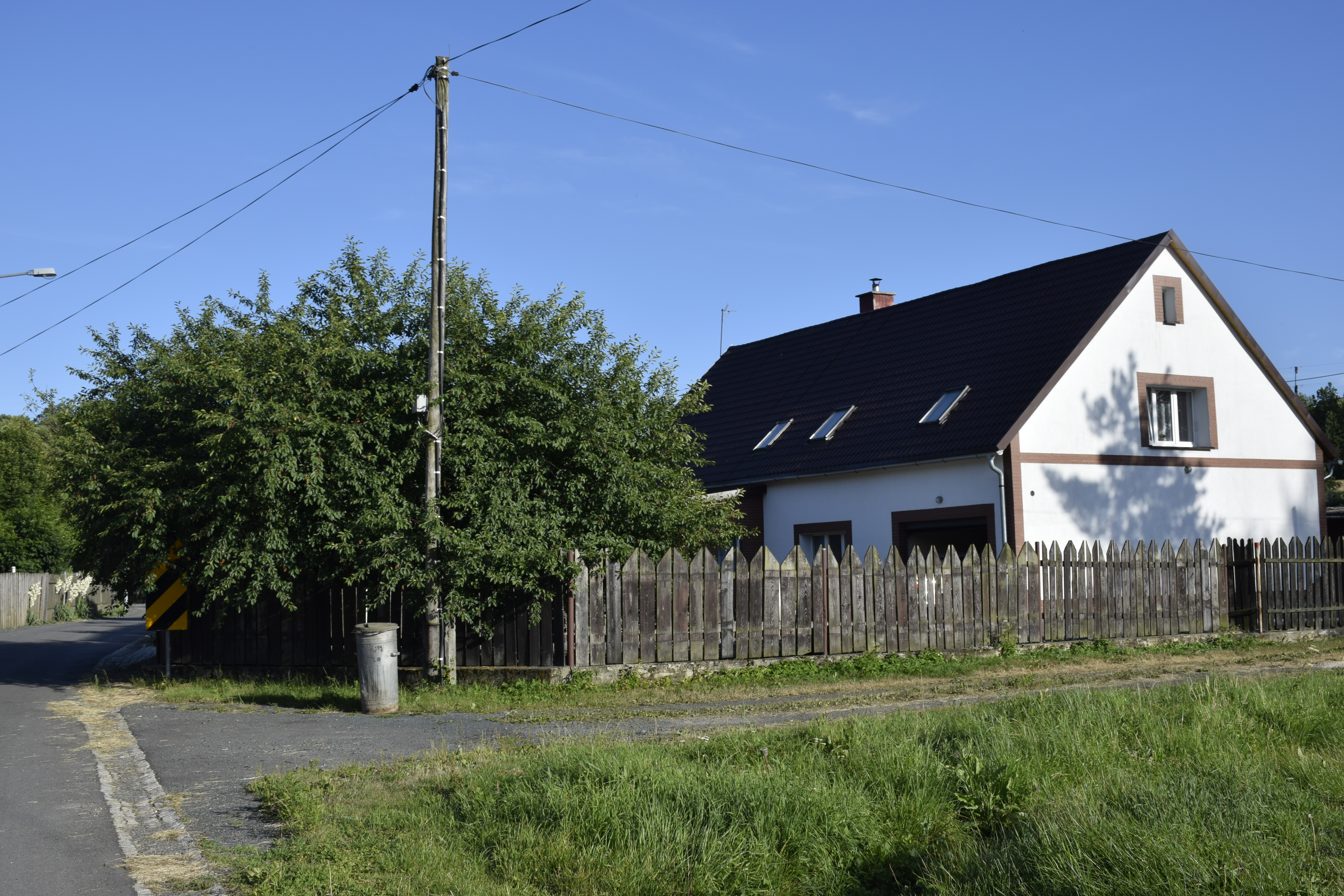
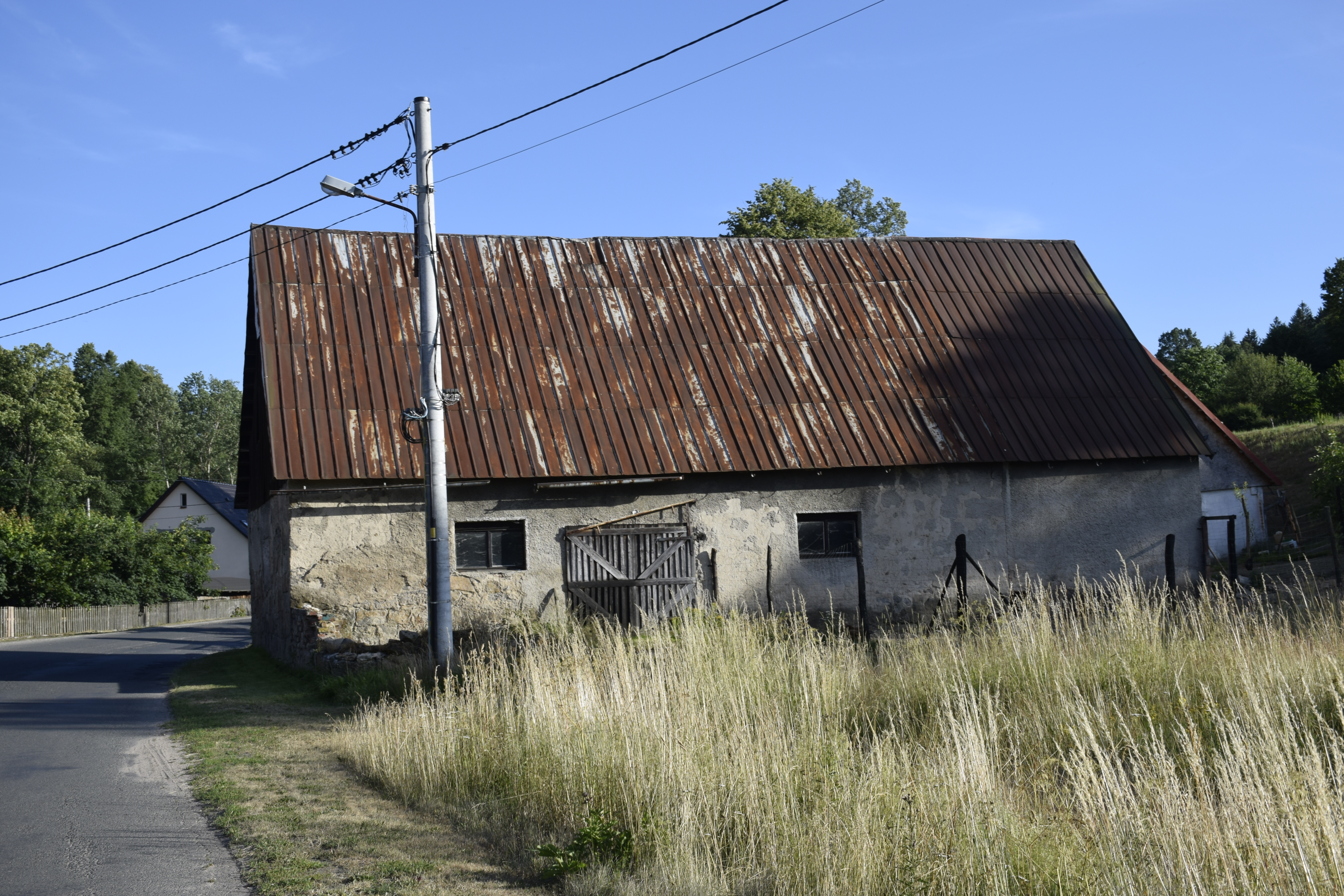